# Inchmarnock
Inchmarnock (in lingua gaelica irlandese Innis Mhearnaig) è un'isola della Scozia situata sulla costa occidentale, nella Firth of Clyde.